# حبیب قلحیه
حبیب قلحیه (عربی: حبيب قلحية؛ ۱۴ مهٔ ۱۹۴۱ – ۲۵ دسامبر ۲۰۱۱) بوکسور اهل تونس بود.